# Salival
| Совокупная оценка | Совокупная оценка |
| Источник          | Оценка            |
| ----------------- | ----------------- |
| Metacritic        | 61/100            |
| Оценки критиков   |                   |
| Источник          | Оценка            |
| AllMusic          | [ 2 ]             |
| Dotmusic          | [ 3 ]             |
| Laut.de           | [ 4 ]             |
| Rock Hard         | без оценки        |
| Rolling Stone     | [ 6 ]             |
| Ultimate Guitar   | [ 7 ]             |
| Wall of Sound     | 70/100            |

Salival — бокс-сет американской метал-группы Tool, выпущенный в форматах CD/VHS и CD/DVD в виде ограниченного издания в 2000 году. Включает в себя концертные записи, ранее не выпускавшиеся песни и видеоальбом, также издание содержит 56-страничный буклет с фотографиями и кадрами из их музыкальных видео.

## Предыстория
Концертный трек «You Lied» является кавером на песню предыдущей группы басиста Джастина Чанселлора, Peach. Кавер на песню Led Zeppelin «No Quarter» изначально планировалось использовать в качестве саундтрека к фильму Говарда Стерна Private Parts, но впоследствии Tool решили не разрешать его использование, что вызвало критику со стороны Стерна, который ранее поддерживал группу.
Salival — второй и последний официальный релиз Tool (по состоянию на 2022 год), содержащий значительное количество концертного материала (другой официальный концертный релиз Tool, состоящий в основном из песен, исполненных на Lollapalooza '93, доступен на уже распроданном Sober – Tales from the Darkside). Треки были записаны с нескольких разных концертов до выхода Salival в 2000 году; однако, поскольку в буклете просто перечислены места без даты, точные источники не подтверждены. Вероятными кандидатами на большинство записей являются летний тур 1998 года, хотя «Third Eye», «Pushit» или «Merkaba» могли быть записаны в Сан-Диего весной 1997 года.
На этом альбоме появляются концертные версии треков из Ænima «Pushit» и «Third Eye», а также концертная версия песни из Opiate «Part of Me». Концертная инструментальная песня «Merkaba» изначально была вступлением к «Sober» при исполнении вживую. Название «Merkaba» или Merkabah — это разновидность божественного света, которая предположительно используется вознесенными владыками для связи с теми, кто настроен на высшие сферы. Это является отсылкой к школе еврейского мистицизма Меркава, имеющей отношение к медитации нью-эйдж. «Message to Harry Manback II», «No Quarter» и «LAMC» были записаны во время сессий для Ænima, хотя они были частично перезаписаны перед выпуском на Salival.

### Слухи вокруг записи
Как и в случае с другими релизами, в период Salival ходили слухи касательно группы. В частности, сообщалось, что группа распадается. Мэйнард Джеймс Кинан сказал: «Мы упомянули названия некоторых песен, и какой-то придурок взял и зарезервировал все имена доменов .com и .org».

## Список композиций
Слова и музыка всех песен — Мэйнард Джеймс Кинан, Адам Джонс, Дэнни Кэри и Джастин Чанселлор, за исключением указанных.
| №                   | Название | Автор(ы)                                 | Длительность |
| ------------------- | --- | ---------------------------------------- | ------------ |
| 1.                  | «Third Eye» (концертная запись)                                                                                            |                                          | 14:05        |
| 2.                  | «Part of Me» (концертная запись)                                                                                           | Кинан Джонс Кэри Пол Д'Амур              | 3:32         |
| 3.                  | «Pushit» (концертная запись)                                                                                               | Кинан Джонс Кэри Д'Амур                  | 13:56        |
| 4.                  | «Message to Harry Manback II»                                                                                              |                                          | 1:14         |
| 5.                  | «You Lied» (кавер на Peach; концертная запись)                                                                             | Симон Оукс                               | 9:17         |
| 6.                  | «Merkaba» (концертная запись)                                                                                              |                                          | 9:48         |
| 7.                  | «No Quarter» (кавер на Led Zeppelin)                                                                                       | Джимми Пейдж Роберт Плант Джон Пол Джонс | 11:27        |
| 8.                  | «L.A.M.C.» (заканчивается на 6:44, скрытый трек под названием «Maynard's Dick» начинается на 7:09, после 25 секунд тишины) |                                          | 10:53        |
| Общая длительность: | Общая длительность: | Общая длительность:                      | 73:57        |

| №                   | Название                                                 | Длительность |
| ------------------- | -------------------------------------------------------- | ------------ |
| 1.                  | «Ænema»                                                  | 6:39         |
| 2.                  | «Stinkfist»                                              | 5:09         |
| 3.                  | «Prison Sex»                                             | 4:56         |
| 4.                  | «Sober»                                                  | 5:05         |
| 5.                  | «Hush» (только на DVD-версиях; не включена в VHS-версию) | 2:48         |
| Общая длительность: | Общая длительность:                                      | 24:37        |

## Участники записи
Tool
- Мэйнард Джеймс Кинан — вокал
- Адам Джонс — гитара
- Джастин Чанселлор — бас-гитара
- Дэнни Кэри — ударные

Приглашённые музыканты
- Базз Осборн — дополнительная гитара (на «You Lied»)
- Дэвид Боттрилл — клавишные (на «Message to Harry Manback II»)
- Винс ДеФранко — синтезатор (на «Third Eye»)
- Алоке Датта[англ.] — табла (на «Pushit»)

## Чарты
| Чарт (2000–2001)    | Высшая позиция |
| ------------------- | -------------- |
| Австралия (ARIA)    | 29             |
| США (Billboard 200) | 38             |